# Череп з цигаркою
«Череп з цигаркою» (нід. Kop van een skelet met brandende sigaret) — картина нідерландського художника  Вінсента ван Гога невідомого року, частина постійної колекції Музею ван Гога в Амстердамі. Картина ймовірно була створена зимою 1885-86 року як гумористичний коментарій до консервативних академічних практик. Припущення базується на факті, що ван Гог був тоді в Антверпен і відвідував заняття у Королівській академії мистецтв. Пізніше Вінсент згадував, що вони були нудні і його нічого так і не навчили.
У 2008 році картина була використана графічним дизайнером  Чіпом Кідом (англ. Chip Kidd) у як обкладинка першого видання «Коли Ви охоплені вогнем»  (англ. When You Are Engulfed in Flames), колекцій ессе, написаних Девідом Седарісом (англ. David Sedaris). Седаріс розповідав, що був «зачарований картиною» після того, як побачив на листівці в Амстердамі.

## Подібні роботи
У 1887-88 році Ван Гог створив ще дві картини з черепами — він зображував черепи лише у картинах цього періоду.
|                   |  |                   |
| Череп (1887/1888) |  | Череп (1887/1888) |